# Cantando por un sueño (México)
Cantando por un sueño fue un reality show musical mexicano de canto que se transmitió a partir de 2006, por el canal Las Estrellas de Televisa y que tenía un formato parecido al de Bailando por un sueño. La producción del programa estuvo a cargo de los productores Rubén y Santiago Galindo, al igual que su predecesor fue conducido por Adal Ramones y Liza Echeverría. Se transmitía los domingos por la noche y el concepto consistió en reunir parejas de canto formadas por una celebridad y una persona desconocida que competía por alcanzar su «sueño». Cada semana se iba eliminando una pareja y la que quedaba al final resultaba ganadora. Además reunió a representantes de la música mexicana y latinoamericana para actuar como maestros.

## Historia y concepto
Cantando por un sueño fue un programa televisivo de concursos que se transmitió por primera vez en México el 8 de enero de 2006. Fue creado y producido por Rubén y Santiago Galindo, y la conducción estuvo a cargo de Adal Ramones y Liza Echeverría, excepto en la tercera temporada, cuando Liza dejó el programa y fue remplazada por Alessandra Rosaldo. El programa se transmitió los domingos por la noche por El Canal de Las Estrellas, de Televisa. Este proyecto se basó en su otro programa, Bailando por un sueño, reality show de baile que previamente había transmitido Televisa en 2005. La primera temporada contó con la presencia de la cantante mexicana Thalía, como madrina del programa, además de que interpretó la canción principal del programa.

### Formato
Cantando por un sueño consistió en reunir como pareja de canto a una personalidad del mundo del espectáculo y a un competidor desconocido. La persona desconocida era llamada «soñador» y competía porque, al alcanzar el triunfo, se le concedía hacer realidad su «sueño». Los concursantes se seleccionaron por medio de un casting y contaban con la asesoría de un maestro (un reconocido representante de la música hispanoamericana), que se encargaba de montar los musicales que se presentarían en cada emisión. Cada domingo interpretaban sus canciones y estas eran calificadas por parte del jurado y por llamadas telefónicas del público, eliminando en cada emisión a la pareja de concursantes que obtenía la menor calificación, hasta que la pareja que quedaba al final resultaba ganadora. La calificación para las 3 temporadas era entre el 1 como nota mínima y el 10 como nota máxima.

## Primera edición

### Jurado
El jurado seleccionado por la producción que cada semana calificaba el desempeño y montaje de las canciones de las distintas parejas de competidores estuvo integrado por conocidos cantantes y productores musicales, como Ricardo Montaner, cantante venezolano; Yuri, cantante, actriz y presentadora mexicana; Susana Zabaleta, cantante y actriz mexicana; y Adrián Posse, productor musical y compositor.. Cada uno de ellos calificaba de 1 a 10, conforme al desempeño de cada pareja en cada gala

### Participantes
La primera edición contó con la participación de 7 parejas conformadas por un famoso, un soñador y un maestro, que era un cantante de reconocida trayectoria. Además, todos los equipos contaron con el apoyo de la reconocida maestra de canto y arreglos vocales Gladys Bermejo. Los famosos seleccionados fueron Kika Edgar, Luis Roberto Guzmán, Manuel Landeta, Omar Chaparro, Sherlyn González, Sheyla Tadeo y Tiaré Scanda. Tres días después de la selección, Luis Roberto Guzmán anunció su salida del programa por motivos de trabajo, por lo que fue remplazado con Ernesto D'Alessio. Los cantantes que fungieron como maestros fueron Amanda Miguel, Dulce, Francisco Céspedes, Isabel Lascurain (Pandora), José José, María del Sol y José María Napoleón.
Manuel Landeta acompañó a Mónica Cecilia Chávez, Ernesto D’Alessio a Ruth Vázquez, Sherlyn González a Germán Martínez, Kika Edgar a Raúl Juárez, Tiaré Scanda a Leonardo Guizar, Omar Chaparro a Greys Hernández y Sheyla Tadeo a Cipriano Hernández. Los ganadores de esta temporada fueron Sheyla y Cipriano bajo la asesoría de Dulce. Cipriano recibió como premio la realización de su «sueño», conseguir el tratamiento para su esposa que tenía cáncer de piel y 100 000 pesos, entre otros premios; Sheyla recibió 30 000 pesos; y Dulce un viaje con gastos pagados a Nueva York.

### Equipos y expulsados de cada semana
| Famoso  | Soñador      | Maestro            | Puesto alcanzado           |
| ------- | ------------ | ------------------ | -------------------------- |
| Sheyla  | Cipriano     | Dulce              | Primer lugar               |
| Kika    | Raúl         | José José          | Segundo lugar              |
| Ernesto | Ruth Vazquez | María del Sol      | Tercer lugar               |
| Manuel  | Mónica       | Amanda Miguel      | Eliminados en la semifinal |
| Omar    | Greys        | Napoleón           | Eliminados en la 4.ª. Gala |
| Sherlyn | Germán       | Francisco Céspedes | Eliminados en la 3.ª. Gala |
| Tiare   | Leonardo     | Isabel Lascurain   | Eliminados en la 2.ª. Gala |

## Segunda edición

### Jurado
El productor musical argentino Adrián Posse, la actriz y cantante Susana Zabaleta, el cantante venezolano Ricardo Montaner y la cantante, actriz y presentadora de televisión Yuri nuevamente fueron los jurados, esta vez, para evaluar a los participantes de esta segunda temporada. Cada uno de ellos calificaba de 1 a 10, conforme al desempeño de cada pareja en cada gala 

### Participantes
En esta etapa, también hubo 7 nuevas parejas, cada famoso acompaña a un "soñador". Patricio Borghetti acompañó a Samia, Alicia Machado a Marco, Jorge "Coque" Muñiz a Selene, Raquel Bigorra a Francisco, Roberto Blandón a Teresa, Lorena de la Garza a Daniel y Alex Sirvent a Beth-Sua. Los maestros de esta segunda etapa fueron Aída Cuevas, Denisse de Kalafe, Gualberto Castro, Julio Preciado, Lila Deneken, Manoella Torres y Margarita la Diosa de la Cumbia. Los ganadores fueron Raquel Bigorra, Francisco y el maestro Julio Preciado, Francisco consiguió la realización de su «sueño», obtener un aparato ortopédico que necesitaba. Julio recibió un piano y Raquel un viaje. Además cada uno de ellos recibió 100 000 pesos.

### Equipos y expulsados de cada semana
| Famoso   | Soñador   | Maestro                         | Puesto alcanzado           |
| -------- | --------- | ------------------------------- | -------------------------- |
| Raquel   | Francisco | Julio Preciado                  | Primer lugar               |
| Patricio | Samia     | Aída Cuevas                     | Segundo lugar              |
| Alicia   | Marco     | Denisse de Kalafe               | Tercer lugar               |
| Coque    | Selene    | Gualberto Castro                | Eliminados en la semifinal |
| Roberto  | Teresa    | Lila Deneken                    | Eliminados en la 4.ª. Gala |
| Lorena   | Daniel    | Manoella Torres                 | Eliminados en la 3.ª. Gala |
| Alex     | Beth-Sua  | Margarita la Diosa de la Cumbia | Eliminados en la 2.ª. Gala |

## Tercera edición

### Jueces
El jurado volvió a estar formado por el cantante venezolano Ricardo Montaner y la cantante mexicana Yuri, pero en esta ocasión se integraron además el cantante mexicano Manuel Mijares y el compositor y productor musical Kiko Campos, que vinieron a reemplazar a Adrián Posse y a Susana Zabaleta, que tuvieron que retirarse del programa por motivos de trabajo. Cada uno de ellos calificaba de 1 a 10, conforme al desempeño de cada pareja en cada gala

### Participantes
Esta edición contó con la participación de 9 parejas, a diferencia de las anteriores donde solo participaron 7. Arturo Peniche acompañó a Norma Carvajal, Gustavo Munguía a Jacqueline Carrillo, Rubén Cerda a Leidy Diana Fuentes, Rocío Banquells a Carlos García, Alan (exintegrante de Magneto) a Lorena Schlebach, Chantal Andere a Gerardo Urquiza, Alejandra Ávalos a Moisés Garay, Maya Karunna a Everardo Ramírez y Luis Roberto Guzmán a Argelia González. Los maestros que participaron en esta tercera emisión fueron Karina, Nelson Ned, Margarita la Diosa de la Cumbia, Francisco Céspedes, Arianna, Ednita Nazario, Diego Verdaguer, José María Napoleón y María Conchita Alonso. Los ganadores fueron Rocío Banquells, Carlos de Jesús García y Francisco Céspedes. Carlos consiguió la realización de su «sueño», el tratamiento para Pinolillo, un niño payaso que sufre leucemia. Además cada uno de ellos recibió 100 000 pesos.

### Equipos y expulsados de cada semana
| Famoso       | Soñador   | Maestro                         | Puesto alcanzado           |
| ------------ | --------- | ------------------------------- | -------------------------- |
| Rocío        | Carlos    | Francisco Céspedes              | Primer lugar               |
| Alan Ibarra  | Lorena    | Arianna                         | Segundo lugar              |
| Chantal      | Gerardo   | Ednita Nazario                  | Tercer lugar               |
| Maya         | Everardo  | Napoleón                        | Eliminados en la semifinal |
| Arturo       | Mayrenne  | Karina                          | Eliminados en la 6.ª. Gala |
| Gustavo      | Jaqueline | Nelson Ned/Diego Verdaguer*     | Eliminados en la 5.ª. Gala |
| Rubén        | Leydi     | Margarita la Diosa de la Cumbia | Eliminados en la 4.ª. Gala |
| Luis Roberto | Argelia   | María Conchita Alonso           | Eliminados en la 3.ª. Gala |
| Alejandra    | Moisés    | Diego Verdaguer                 | Eliminados en la 2.ª. Gala |

*Nelson Ned renunció por estar en desacuerdo con el jurado y en su lugar entró el maestro del primer equipo eliminado, Diego Verdaguer 